# Gil Stauffer
Gil Stauffer é uma empresa espanhola dedicada ao transporte e mudanças. Foi fundada em 1905 em Madri, Espanha. Atualmente tem franquias em Madri, Sevilha, Barcelona, Zaragoza, Salamanca, Málaga, Tenerife e outras cidades espanholas. 
Foi um precursor no uso do sistema TECO (Express Container Train) em Espanha.

## História
Foi fundada em 1905 por Antonio Gil. Começou como um repositório de móveis em um pequeno armazém, localizado no bairro de Ventas, em Madri, Espanha.
Em 1902 a Ditadura de Primo de Rivera reformou a lei para promover moradias populares, de modo que muitas colônias foram construídas na periferia das cidades espanholas, multiplicando em grande parte as remoções e conseqüentemente os serviços da empresa. Durante a guerra civil, as atividades de Gil Stauffer foram consideravelmente reduzidas devido ao acesso a vários caminhões e à incorporação dos motoristas às fileiras do regime militar. Quando a guerra terminou em 1939 com a vitória do General Francisco Franco, o mesmo número de caminhões utilizados pelo regime foi devolvido.
Criou progressivamente filiais nas principais cidades espanholas até criar uma rede comercial cobrindo a península e as Ilhas Canárias e Baleares. Durante este período, também foram desenvolvidas seções em embalagem industrial, frete aéreo, armazenamento e distribuição de mercadorias, transporte de obras de arte, etc.
Posteriormente, ela foi estendida ao transporte internacional. Foi um precursor no uso do sistema TECO (Express Container Train). 

### Ano 1990. Gil Stauffer para venda
A empresa familiar foi vendida a um grupo financeiro que estabeleceu o sistema de franquia em 1993, com os gerentes da filial se tornando proprietários da franquia de sua própria área.